# Pont des Vennes
Le pont des Vennes est un des ponts de la ville de Liège franchissant la Dérivation et reliant le parc de la Boverie au quartier des Vennes.

## Historique
Dans les années 1850, les travaux de construction de la Dérivation rendirent nécessaire la conception d'un pont destiné à assurer la communication entre le hameau des Vennes et le parc de la Boverie. La nouvelle Dérivation allait, en effet, séparer ces deux lieux.
En 1852, on procéda donc à l'adjudication de l'ouvrage. Elle fut remportée par la société Tilkin-Mention qui réalisa un pont métallique suspendu. Il présentait l'avantage de ne pas entraver la circulation fluviale. Par contre, des précautions durent être prises quant au trafic terrestre. On autorisa le passage d'un seul véhicule à la fois.
L'approche de l'Exposition internationale de 1905 fit prendre conscience aux autorités communales de l'insuffisance de ce pont. À cette occasion, on prévoyait, en effet, une augmentation notable du trafic. Aussi, en 1903, sur la base d'un plan de l'ingénieur Émile Jacquemin, procéda-t-on à une adjudication pour la construction d'un nouveau pont des Vennes, quelques mètres en aval du pont suspendu.
Le pont construit en 1903 fut à son tour remplacé, en 1976, par un pont du type Cantilever en béton armé et en béton précontraint. Il développe une longueur de 93,147 mètres et une largeur de 21,20 mètres.